# Clydesdales de Budweiser

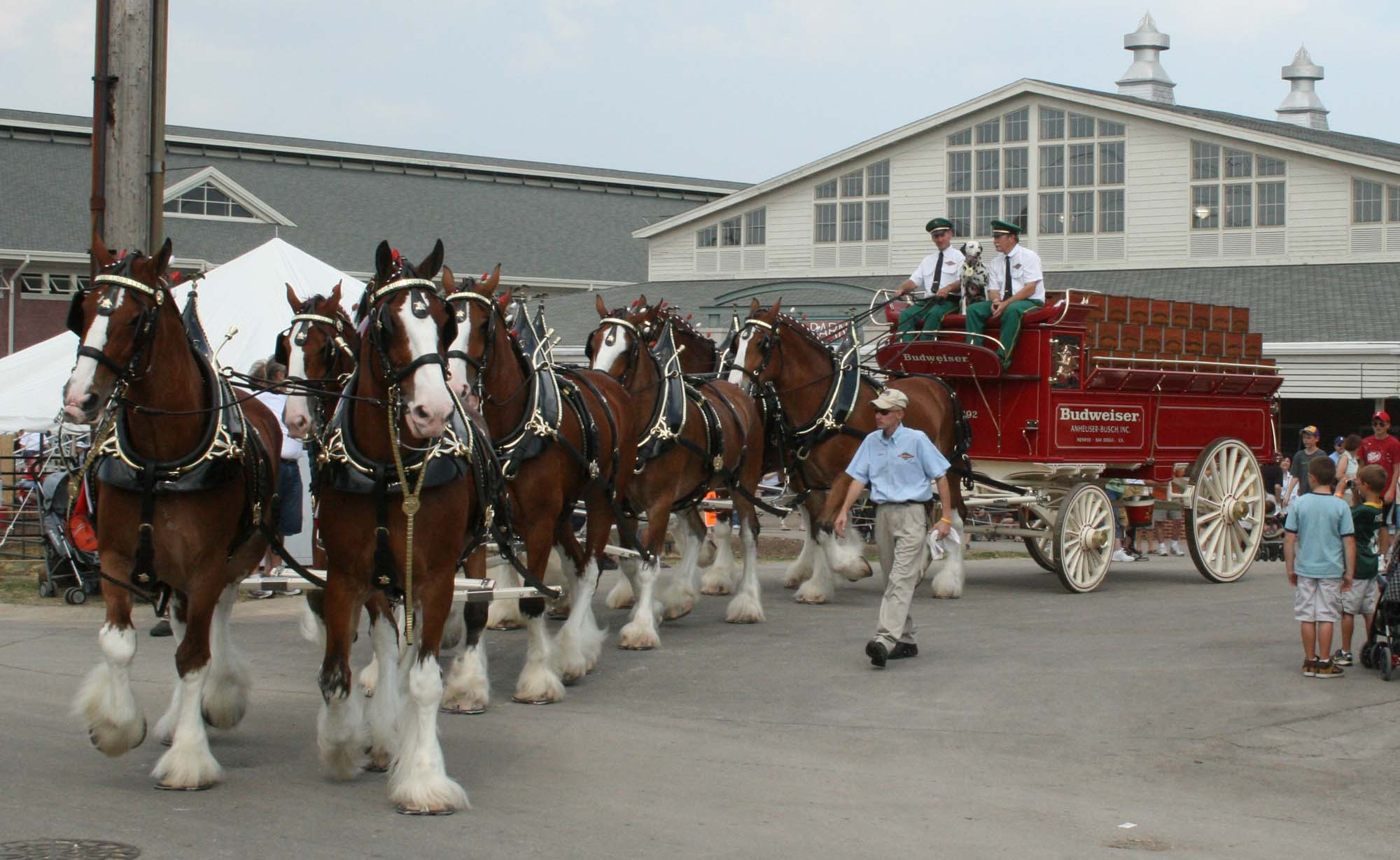
L'équipage complet des Clydesdales de Budweiser (2009).

Les Clydesdales de Budweiser sont un groupe de chevaux de race Clydesdale mis en scène dans les publicités et les événements promotionnels du producteur de bière Anheuser-Busch, aux États-Unis. Ils font partie de l'équipage composant les attelages de la marque Budweiser. Ces chevaux ont d'abord été la propriété de la brasserie Budweiser à la fin de la Prohibition aux États-Unis, et sont devenus un symbole international à la fois de la race et de la marque. Le programme d'élevage de Budweiser a des normes strictes de couleur de robe et de conformation, qui ont influencé l'aspect de la race aux États-Unis. À tel point que beaucoup de gens considèrent que les Clydesdales doivent toujours être bai avec des marques blanches.